# Jim Button i els 13 salvatges
Jim Button i els 13 salvatges (originalment en alemany, Jim Knopf und die Wilde 13) és una pel·lícula alemanya del 2020, adaptació del llibre infantil En Jim Botó i els 13 salvatges de Michael Ende i seqüela de la pel·lícula del 2018 Jim Knopf und Lukas der Lokomotivführer. De nou, està dirigida per Dennis Gansel. S'ha doblat i subtitulat al català.

## Sinopsi
Per protegir Morrowland d'una altra amenaça, en Jim i en Lucas han d'emprendre un perillós viatge. En la seva aventura, el desig més fervent d'en Jim també es podria fer realitat: descobrir la veritat sobre els seus misteriosos orígens.

## Producció
El rodatge va començar el 4 demarç de 2019 i va tenir lloc a Sud-àfrica i als Babelsberger Filmstudios. Entre altres coses, s'hi va recrear el conjunt de Lummerland. Només a Babelsberg, unes 200 persones van participar en el rodatge al plató. Tots els pirates dels 13 salvatges van ser interpretats per Rick Kavanian, motiu pel qual el director Dennis Gansel va afirmar que els 12 membres eren tan "iguals" però alhora "diferents els uns dels altres". Onze extres emmascarats van estar darrere de Kavanian durant el rodatge. Les seves cares van ser substituïdes en la postproducció per Kavanians, les imatges dels quals van ser unides per ordinador. El rodatge es va acabar el maig del 2019. La pel·lícula es va rodar en alemany i en anglès per a passatges amb actors de parla anglesa com Solomon Gordon.
La pel·lícula es va rodar amb un pressupost de 20 milions d'euros. La planificació pressupostària incloïa 5,7 milions d'euros per als efectes visuals, és a dir, més d'una quarta part dels costos de producció. Un milió d'euros va venir del FilmFernsehFonds Bayern. Aquesta és una de les raons per les quals bona part de la postproducció es va dur a terme posteriorment a Múnic. També va tenir lloc a Berlín i Stuttgart. Al voltant de cinc empreses de VFX, cadascuna amb un enfocament diferent, van participar en la postproducció, afegint animacions digitals a uns 500 plans.
L'1 d'octubre de 2020, la pel·lícula es va estrenar als cinemes alemanys. Va aconseguir aproximadament 810.000 espectadors.

## Premis i reconeixements
World Soundtrack Awards 2021
- Nominació al Premi del Públic per a Ralf Wengenmayr i Marvin Miller[9]